# Kundmannia
Kundmannia es un género de plantas herbáceas perteneciente a la familia de las apiáceas.Comprende 5 especies descritas y de estas, 4 en discusión.

## Taxonomía
El género fue descrito por Giovanni Antonio Scopoli y publicado en Introductio ad Historiam Naturalem 116. 1777. La especie tipo es: Kundmannia sicula (L.) DC.		

## Especies
A continuación se brinda un listado de las especies del género Kundmannia descritas hasta julio de 2013, ordenadas alfabéticamente. Para cada una se indica el nombre binomial seguido del autor, abreviado según las convenciones y usos.
- Kundmannia anatolica Hub.-Mor.
- Kundmannia insulana Gand.
- Kundmannia pastinacifolia (Bertol.) Sweet
- Kundmannia sicula (L.) DC.
- Kundmannia syriaca Boiss.